# Betreff
Der Betreff (Betr., betrifft), als Zeichen auch ℁ (von englisch addressed to the subject, ‚betreffend das Thema‘), stellt in einem Brief, einer E-Mail oder einem Usenet-Artikel eine Beziehung des Schreibers und/oder des Empfängers zu einer Sache, erforderlichen Aktion oder zu einem Ereignis her.
Der Betreff sollte kurz und aussagekräftig sein, idealerweise eine Kurzfassung des Inhaltes der Nachricht beziehungsweise der Thematik sein. Eine kurze, prägnante Betreffzeile ermöglicht dem Empfänger die schnelle thematische Zuordnung und Bearbeitung der Nachricht. Anhand eines sinnvollen und eindeutigen Betreffs kann die Nachricht geordnet werden und Sachverhalte lassen sich besser nachverfolgen.
Am besten wird in der Betreffzeile der Inhalt der Nachricht stichwortartig zusammengefasst. Anstatt Einladung zur Sitzung soll stehen Vorstandssitzung ABC-Holding, 16. Mai 2011 in Brüssel.
Der Betreff in juristischen Schriftsätzen mit zusammengefassten formellen Inhalten (Aktenzeichen, Prozessbeteiligten etc.) ist das Rubrum.

## Briefe
In Briefen kann die Betreffzeile zur besseren Übersichtlichkeit fettgedruckt werden.
Laut DIN 5008 wird folgende Formatierung empfohlen:
1. Eine Einleitung durch das Wort Betreff, Betr., Betrifft oder Ähnliches, wie dies früher üblich war, entfällt.
2. Zwischen Betreffzeile und Anrede sollen sich zwei Leerzeilen befinden.
3. Die Betreffzeile soll ohne Punkt enden, wobei andere Satzzeichen, beispielsweise Ausrufezeichen, verwendet werden dürfen.
4. Auch ein Betreff über mehrere Zeilen ist zulässig.

## E-Mails

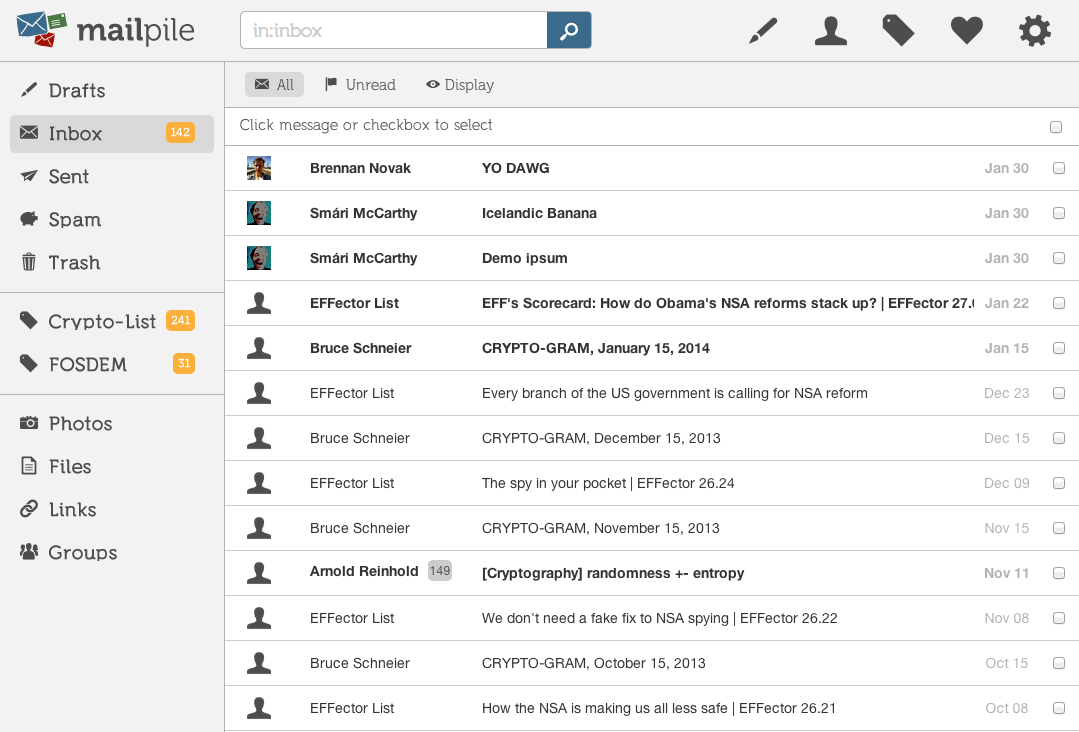
Inbox mit Absender, Betreff und Eingangsdatum

Bei E-Mails steht der Betreff im Header und wird in E-Mail-Programmen in der Nachrichtenübersicht und der Nachricht selbst angezeigt.
Wegen unverlangter Massen-E-Mails (UBE) ist das Setzen eines für den Empfänger verständlichen Betreffs noch wichtiger als früher, wo er bloß einer kurzen Information diente. Eine aussagekräftige Betreffzeile macht deutlich, dass es sich nicht um eine automatisch generierte Nachricht eines Mailwurms handelt. Diese verwenden häufig nur pauschale und sinnlose Betreffzeilen wie Hi!, Ihre Anfrage oder Wichtig!.

### Antwortkürzel
Viele E-Mail-Programme fügen automatisch Kürzel in den Betreff ein, je nachdem ob eine E-Mail beantwortet oder weitergeleitet wurde:
RE
(RE:  oder Re:), von Lateinisch in re, eine Sache betreffend, häufig als Abkürzung für das englische reply verstanden.
FWD
(FWD: oder Fwd:) forwarded, eine weitergeleitete Nachricht.
Einige E-Mail-Clients verwenden auch nicht nach dem RfC standardisierte Varianten dieser Kürzel. Beispielsweise verwendet Microsoft Outlook lokalisierte Varianten wie AW: (für Antwort) oder WG: (für Weitergeleitet), die auch in viele andere Sprachvarianten überführt wurden, in denen Outlook erhältlich ist.
Diese eingedeutschten Varianten haben sich vor allem durch ihre Verwendung in der Geschäftswelt weit verbreitet, sorgen aber für Schwierigkeiten beim Mailaustausch mit standardkonform arbeitender Software. RFC 5322 sieht nur die einmalig verwendete Zeichenkette Re:  vor, weswegen Mailclients wie Mozilla Thunderbird das AW: ignorieren und der Betreffzeile ein standardkonformes Re: voranstellen. Bei der nächsten Beantwortung in Outlook wird wiederum das Re:  ignoriert und ein weiteres AW: vorangestellt, was die Betreffzeile nach mehreren Iterationen in ein Re: AW: Re: AW: Re: AW: Re: Kein Betreff anwachsen lassen kann. Um dies zu vermeiden, kann Outlook auf die Verwendung standardkonformer Betreffpräfixe umgestellt werden.